# 핀란드의 경제
핀란드의 경제는 고도로 산업화되고 혼합된 경제로, 1인당 생산량은 프랑스, 독일, 영국과 같은 다른 서유럽 경제와 비슷하다. 핀란드 경제에서 가장 큰 부문은 서비스업 72.7%, 제조업과 정제업이 31.4%로 뒤를 이었다. 제1차 생산량은 2.9%이다.
해외 무역과 관련하여, 핵심 경제 분야는 제조업이다. 가장 큰 산업은 전자(21.6%), 기계, 자동차 및 기타 공학적 금속제품(21.1%), 산림산업(13.1%), 화학(10.9%) 등이다. 핀란드는 목재와 몇몇 광물 및 담수 자원을 가지고 있다. 임업, 제지 공장 및 농업 부문(납세자가 연간 약 20억 유로 지출)은 농촌 주민들에게 정치적으로 민감하다. 대헬싱키 지역은 GDP의 약 3분의 1을 창출한다.
2004년 OECD 비교에서 핀란드의 첨단기술 제조업은 아일랜드에 이어 2위를 차지했다. 지식 집약적 서비스 부문은 또한 가장 작고 성장 속도가 느린 부문으로 꼽혔으며, 특히 농업과 저기술 제조업은 아일랜드에 이어 두 번째로 크다. 투자가 기대치를 밑돌았다. 전반적인 단기 전망은 좋았고 국내총생산(GDP) 성장률은 많은 EU 국가들보다 높았다. 핀란드는 스웨덴, 덴마크, 영국에 이어 유럽에서 4번째로 지식경제 규모가 크다. 세계 경제 포럼(WEF)이 발표한 글로벌 정보통신기술(IT) 2014년 세계 경제 포럼의 비즈니스 부문 간 공동 산출, 학술적 생산, 정보통신기술 정부 지원 보고서에서 핀란드 경제가 1위를 차지했다.

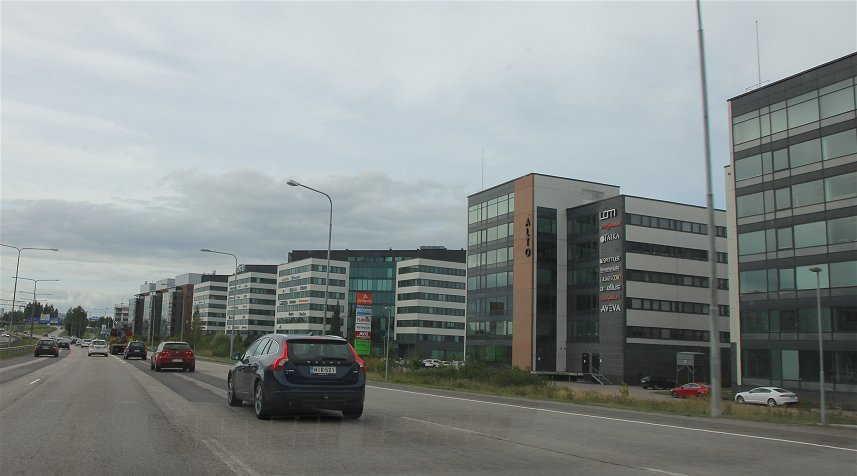
반타 아비아폴리스는 핀란드의 가장 중요한 경제 성장 지역 중 하나이다.

핀란드는 세계 경제에 고도로 통합되어 있으며, 국제 무역은 GDP의 3분의 1이다. 유럽 연합(EU)은 전체 무역의 60%를 차지한다. 독일, 러시아, 스웨덴, 영국, 미국, 네덜란드, 중국과의 무역 흐름이 가장 크다. 무역정책은 유럽 연합이 관리하는데, 핀란드는 전통적으로 농업을 제외한 자유 무역 지지국 중 하나였다. 핀란드는 유럽 연합에 가입한 유일한 북유럽 국가이며 덴마크와 스웨덴은 전통적인 통화를 유지하고 있는 반면 아이슬란드와 노르웨이는 EU 회원국이 아니다.

## 역사
핀란드는 다른 북유럽 국가들에 비해 지리적으로 서유럽과 중앙유럽에서 멀리 떨어져 있었기 때문에 19세기 말 원재료로서만 목재의 수출을 부분적으로 대체했던 제지 생산과 별개로 산업화 면에서 어려움을 겪었다. 그러나 상대적으로 가난한 국가로서, 1867년~1868년 대 기근으로 인구의 15%가 전멸한 것과 같은 경제 충격에 취약했다. 1930년대까지만 해도 핀란드 경제는 주로 농업이었고 1950년대만 해도 인구의 절반 이상과 생산량의 40% 이상이 여전히 1차 부문에 속해 있었다.

### 제2차 세계 대전 이후
재산권은 막강했다. 프랑스와 영국에 국유화 위원회가 설치된 반면 핀란드는 국유화를 피했다. 핀란드 산업은 제2차 세계 대전 이후 빠르게 회복되었다. 1946년 말에는 산업 생산량이 전쟁 이전 수치를 능가했다. 1946년부터 1951년까지의 전후 기간 동안, 산업은 급속도로 성장했다. 공산품에서 주로 지급된 전쟁 배상금, 1945년, 1949년 통화 평가절하 등 많은 요소들이 핀란드 마르카에 대한 달러화를 70% 상승시켜 서구로의 수출을 증가시켰고 공산품에 대한 수요를 증가시킨 국가를 재건하는 데 기여했다. 1951년 6.25 전쟁은 수출을 증가시켰다. 핀란드는 적극적인 환율 정책을 실천했고, 수출 산업의 경쟁력을 높이기 위해 여러 차례 평가 절하가 사용되었다.
1950년에서 1975년 사이에 핀란드의 산업은 국제 경제 동향에 좌우되었다. 1953년부터 1955년까지의 빠른 산업 성장은 1956년부터 시작된 보다 온건한 성장기에 이어졌다. 성장 둔화의 원인은 1956년의 총파업과 수출동향 약화, 1957년 핀란드 대외무역에 대한 엄격한 규제 완화에 있었다. 경기침체로 1958년 산업생산이 3.4% 감소했다. 그러나 산업은 경기 침체에 따른 국제 경기 호황기에 빠르게 회복되었다. 핀란드 마르카에 대한 미국 달러화 가치가 39% 상승한 핀란드 마르카의 평가절하도 한 원인이었다.
1960년대에 국제 경제는 안정적이었다. 이러한 경향은 핀란드에서도 볼 수 있는데, 핀란드에서는 10년 동안 산업 생산의 꾸준한 성장이 기록되었다.
핀란드는 보호무역주의 실험에서 실패한 뒤 1973년 규제를 완화하고 유럽 경제 공동체(EEC)와 자유 무역 협정(FTA)을 체결해 시장 경쟁력을 높였다. 핀란드의 산업 생산량은 1975년에 감소했다. 1973년 핀란드와 유럽 연합(EU)이 맺은 자유 무역 협정에 따른 하락이다. 이 협정은 핀란드 산업을 국제 경쟁의 격화에 빠뜨렸고 핀란드의 서방 국가 수출에도 강력한 위축이 뒤따랐다. 1976년과 1977년 산업생산의 성장은 거의 0에 가까웠으나 1978년 다시 강한 성장으로 돌아섰다. 1978년과 1979년에 산업 생산은 평균 이상의 속도로 성장했다. 이에 대한 자극은 핀란드 마르카에 대한 세 가지 평가절하였으며, 이로 인해 마르카의 가치가 총 19% 낮아졌다. 석유 위기가 핀란드 산업에 미치는 영향도 핀란드의 소련과의 양자 무역으로 완화되었다.
현지 교육 시장이 확대되고 미국이나 서유럽으로 유학을 떠나는 핀란드인들도 늘어나면서 고급 기술을 되찾았다. 의심스럽기는 하지만 상당히 공통적이지만 실용주의적인 국가 및 기업의 신용 및 투자 협력이 있었다. 자본주의에 대한 지지는 널리 퍼졌다. 반면 1958년 총선에서 공산주의자(핀란드 인민민주동맹)가 가장 많은 득표율(23.2%)을 기록했다. 저축률은 1980년대까지 약 8%로 세계 최고 수준을 맴돌았다. 1970년대 초 핀란드의 1인당 GDP는 일본과 영국의 수준에 도달했다. 핀란드의 경제 발전은 수출 주도 아시아 국가들과 많은 측면을 공유했다. 핀란드는 공식 중립 정책을 통해 서방 시장과 코메콘 시장과 교역할 수 있었다. 소련과 상당한 양자 무역이 이루어졌지만, 이것이 의존으로 발전하지는 않았다.

### 자유화
다른 북유럽 국가들처럼 핀란드도 1980년대 후반부터 경제 규제 시스템을 자유화했다. 금융 및 제품 시장 규제가 수정되었다. 일부 국영기업은 민영화되었고 일부 세율은 변경되었다. 1991년 핀란드 경제는 심각한 불황에 빠졌다. 이는 지역 시장뿐 아니라 경제 과열(주로 1986년 은행법이 변경됨에 따라 신용에 접근하기 쉬워짐), 다른 교역 상대국(특히 스웨덴과 소련 시장)과의 느린 성장, 소련 양국 교역의 소멸 등이 복합적으로 작용한 결과다. 주식시장과 집값이 50% 하락했다. 1980년대 성장은 부채에 의존했고 채무불이행이 시작되자 국내총생산(GDP)은 13% 감소했고 실업률은 사실상 완전고용에서 노동력의 1/5로 증가했다. 노동조합이 개혁에 반대하면서 위기가 증폭됐다. 정치인들은 소비를 줄이려고 애썼고 공적 부채는 GDP의 약 60%로 두 배 증가했다. 1980년대 경제 성장의 상당 부분은 채무 금융에 의존했고, 채무 불이행은 저축과 대출 위기로 이어졌다. 부실 은행을 구제하는 데 총 100억 유로가 사용됐고, 이는 은행권 통합으로 이어졌다. 평가절하 후, 1993년에 불경기는 바닥을 쳤다.

### 유럽 연합
핀란드는 1995년에 유럽 연합에 가입했다. 중앙은행은 핀란드가 유로존에 가입하기 전까지 인플레이션 목표 지정 권한을 부여받았다. 그 이후 성장률은 OECD 국가들 중 가장 높은 편에 속했으며 핀란드는 많은 국가 성과 지표에서 1위를 차지했다.
핀란드는 1999년 1월 1일 유럽 연합의 경제 통화 동맹의 3단계에 가입한 11개국 중 하나였다. 2002년 초에 국가 통화 마르카(FIM)가 유통에서 철수하고 유로(EUR)로 대체되었다.

## 농업

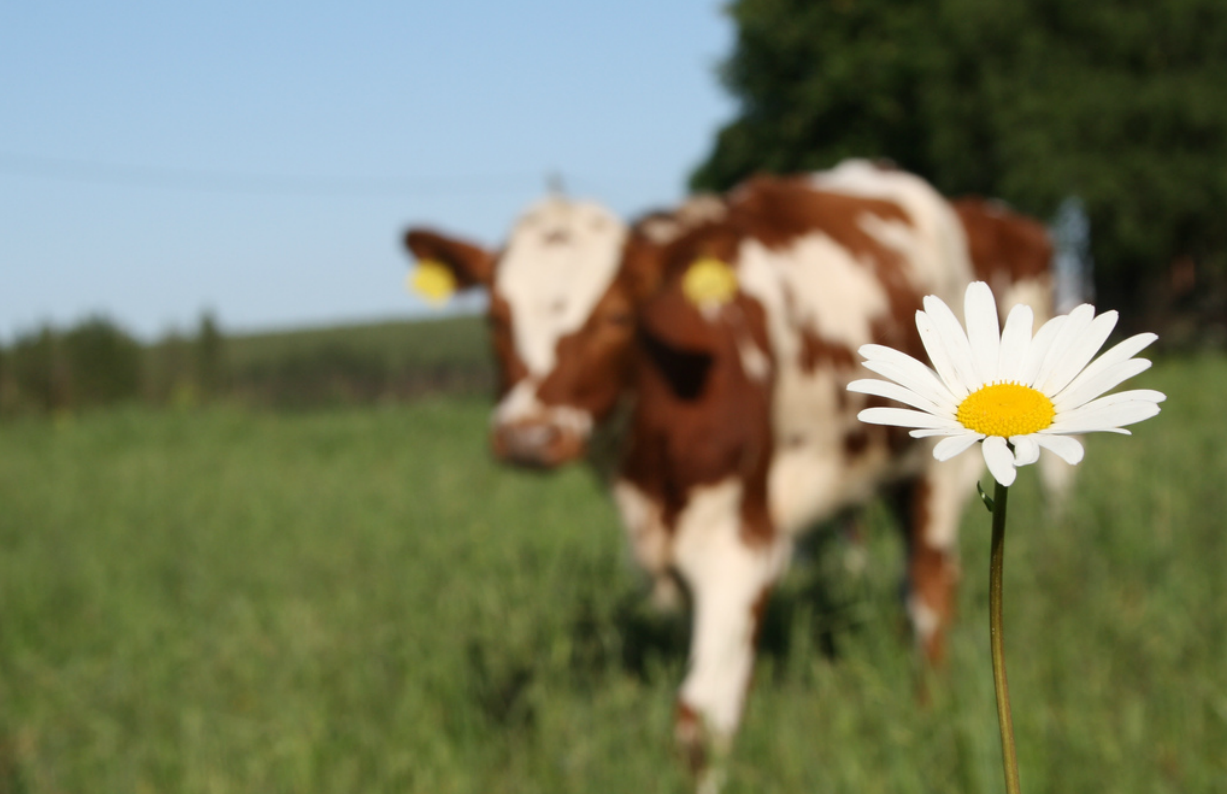
중앙수오미 지역 카이예르비에 있는 불란서국화와 소

핀란드의 기후와 토양은 작물을 재배하는 것을 특별히 어려운 과제로 만든다. 이 나라는 북위 60도에서 70도 사이에 위치해 있으며, 겨울이 혹독하고 상대적으로 짧은 성장기를 가지고 있으며 때로는 서리로 인해 중단되기도 한다. 그러나 걸프천과 북대서양 표류 해류가 기후를 완화하고 육지 면적의 고도가 상대적으로 낮기 때문에 핀란드는 북위 60도 이북의 세계 경작지의 절반을 포함하고 있다. 기후에 대응하여, 농부들은 빠르게 익고 서리에 강한 농작물에 의존해 왔다. 대부분의 농지는 원래 숲이나 늪이었고, 토양은 과잉 산을 중화시키고 번식력을 기르기 위해 보통 석회와 수년간의 재배로 처리되어야 했다. 관개는 일반적으로 필요하지 않았지만, 과도한 물을 제거하기 위해 배수 시스템이 종종 필요했다.
19세기 후반까지 핀란드는 고립되어 있어서 대부분의 농부들이 기본적인 식량 수요를 충족시키기 위해 곡물 생산에 집중해야 했다. 가을에는 농부들이 호밀을 심었고 봄에는 남부, 중부 농부들이 귀리를 심었고 북부 농부들은 보리를 심었다. 농장은 또한 적은 양의 감자, 다른 뿌리 작물, 콩을 재배했다. 그럼에도 불구하고 경작 중인 전체 면적은 여전히 작았다. 소는 여름에는 풀을 뜯고 겨울에는 건초를 먹었다. 본질적으로 자급자족한 핀란드는 매우 제한적인 농산물 무역을 했다.
이러한 전통적인, 거의 자동적인 생산 패턴은 러시아와 미국에서 들여온 값싼 수입 곡물이 지역 곡물과 효과적으로 경쟁하던 19세기 후반에 급격하게 바뀌었다. 동시에, 유제품에 대한 국내외 수요 증가와 저가의 수입 소 사료의 가용성은 유제품과 육류 생산을 훨씬 더 수익성 있게 만들었다. 이러한 시장 상황의 변화는 핀란드 농부들로 하여금 주식 재배에서 육류와 유제품 생산으로 전환하도록 유도하여 1980년대 후반까지 지속된 패턴을 만들었다.
1930년대의 농업 불황에 대응하여 정부는 수입 농산물에 관세를 부과하여 국내 생산을 장려하였다. 이 정책은 어느 정도 성공을 거두었는데, 재배 중인 전체 면적이 증가했고, 핀란드에서 농업 수입이 다른 나라들보다 덜 급감했다는 것이다. 곡물 수입에 대한 장벽은 혼합 농업으로의 복귀를 촉진했고 1938년까지 핀란드 농부들은 곡물에 대한 국내 수요의 약 90%를 충족할 수 있었다.
겨울 전쟁과 계속 전쟁으로 인한 혼란은 특히 핀란드가 자국 농지의 10분의 1을 포함한 영토를 소련에 할양하면서 식량 부족을 야기했다. 불경기와 전쟁기의 경험으로 핀란드인들은 미래의 분쟁에서 식량 부족을 막기 위해 독립적인 식량 공급을 확보하게 되었다.
전쟁이 끝난 후, 첫 번째 도전은 쫓겨난 농부들을 재정착시키는 것이었다. 대부분의 난민 농민들은 이미 생산되고 있던 일부 건물과 토지를 포함한 농장을 제공받았지만, 일부는 농작물을 파종하기 전에 보통 개간하거나 배수해야 하는 생산되지 않은 토지인 "냉대 농장"으로 해야 했다. 정부는 농업에 적합한 지역을 확대하는 대규모 개간 및 배수 사업을 후원했다. 재정착 및 개간사업의 결과, 1960년대 초까지 약 240만 헥타르에 달하는 경작면적이 약 45만 헥타르 확대되었다. 따라서 핀란드는 그 어느 때보다 많은 토지를 경작하게 되었는데, 이는 동시에 급격한 산업 성장을 경험하고 있는 나라에서 이례적인 발전이었다.
이 팽창기에 농민들은 근대적인 생산 관행을 도입하였다. 화학적 비료와 살충제, 농기계, 개선된 종자종 등 현대적 투입물의 광범위한 사용은 농작물 수확량을 대폭 개선시켰다. 그러나 현대화 과정은 다시 농장 생산을 이번에는 석유와 비료 수입에 의존하게 만들었다. 1984년까지 국내 에너지원은 농업 수요의 약 20%만을 차지했고 1950년에는 70%를 공급했다. 1970년대 초반 유가 상승의 여파로 농민들은 땔감과 같은 지역 에너지원으로 돌아가기 시작했다. 트랙터를 효율적으로 사용하기에는 너무 작은 농장의 존재 또한 기계화를 제한했다. 또 다른 약점은 개방된 배수 배수로가 있는 많은 밭이 있다는 점이었다. 1980년대 중반, 전문가들은 경작지의 절반은 개선된 배수 공사가 필요하다고 추정했다. 당시 약 100만 헥타르의 지하 배수가 있었으며, 농업 당국은 또 다른 100만 헥타르의 지하 배수로 설치를 지원할 계획이었다. 이러한 단점에도 불구하고 핀란드의 농업은 효율적이고 생산적이었다. 적어도 다른 유럽 국가들의 농업과 비교했을 때 말이다.

### 임업
숲은 세계 최고의 목재 생산지로 자리매김하고 주요 목재 가공 산업에 원자재를 경쟁력 있는 가격에 공급하고 있다. 농업과 마찬가지로, 정부는 오랫동안 임업, 나무 베기 규제, 기술 개선 후원, 목재 가공 산업의 지속적인 공급을 위한 장기 계획 수립에 주도적인 역할을 해왔다.
핀란드의 습윤 기후와 바위가 많은 토양은 숲에 이상적이다. 나무 받침대는 북극권 이북의 일부 지역을 제외하고 전국적으로 잘 운영된다. 1980년에 삼림 면적은 약 1,980만 헥타르로 1인당 약 0.5헥타르를 훨씬 넘는 4헥타르의 숲을 제공했다. 삼림의 비율은 지역마다 상당히 달랐다. 중부호수 고원과 동부와 북부 지방은 임야가 국토 면적의 80%를 차지했지만 농업 여건이 좋은 지역, 특히 남서부 지역은 임야가 국토의 50~60%에 불과했다. 주요 상업용 나무 종인 소나무, 가문비나무, 자작나무는 제재소, 펄프, 제지 산업에 원료를 공급했다. 그 숲은 또한 상당한 양의 사시나무와 오래된 작물을 생산했다.
폭설과 수로망이 통나무를 방앗간으로 옮기는 데 사용되었다. 벌목꾼들은 겨울 눈 위로 잘린 나무들을 도로나 수역까지 끌고 갈 수 있었다. 남서쪽에서는 썰매 시즌이 1년에 100일 정도 지속되었고 북쪽과 동쪽은 썰매 시즌이 더 길었다. 호수와 강으로 이루어진 이 나라의 네트워크는 값싸고 빠른 운송 수단인 통나무의 부유를 용이하게 했다. 매년 봄, 인부들은 통나무 다발을 예인하여 강으로 흘러내리고 호수를 가로질러 가공 센터로 운반했다. 수로 시스템은 전국 대부분을 덮고 있었으며 1980년대까지 핀란드는 도로와 철도를 수로가 이용되지 않는 지역으로 확장하여 실질적으로 모든 산림 보호구역이 상업적으로 이용될 수 있도록 개방하였다.
임업과 농업은 밀접하게 연관되어 있었다. 20세기 동안, 정부의 토지 재분배 프로그램은 임야 소유권을 널리 확산시켜 대부분의 농장에 임야를 할당했다. 1980년대에, 민간 농부들은 35퍼센트의 숲을 지배했고, 다른 사람들은 27퍼센트, 정부는 24퍼센트, 민간 기업은 9퍼센트, 그리고 지방 자치 단체와 다른 공공 기구는 5%를 지배했다. 농민과 다른 사람들이 소유한 삼림지(약 350,000필지)는 산업에서 소비하는 목재의 75-80%를 생산하여 최고였다. 국가는 특히 북쪽의 가난한 토지를 많이 소유하고 있었다.
임업과 농업의 관계는 서로에게 유익했다. 농부들은 목재를 팔거나, 숲을 가꾸거나, 벌목을 해서 벌어들인 수입으로 그들의 수입을 보충했고, 임업은 그 외의 많은 한계 농장을 가능하게 만들었다. 동시에 농촌에는 도로 등 기반시설이 정비되어 산림운영을 위한 인력을 제공하였다. 사실, 인구가 희박한 지역의 농업 공동체가 없었다면, 많은 주요 산림 지역에서 집중적인 벌목 운영과 삼림을 지속하는 것이 훨씬 더 어려웠을 것이다.
농림부는 산림재고를 실시하고 은색문화계획을 마련했다. 조사에 따르면, 1945년에서 1970년대 후반 사이에 숲꾼들이 숲을 재생시킬 수 있는 것보다 더 빨리 나무를 베었다고 한다. 그럼에도 핀란드는 1950년대 초부터 1981년 사이 전체 산림 면적을 약 270만 헥타르 늘리고 40세 미만 산림 가판대를 약 320만 헥타르 늘릴 수 있었다. 1965년부터 산림재배 확대, 이탄지 및 수목지 배수, 생육속도가 느린 수목의 재배속도를 대체하는 방안을 추진했다. 1980년대 중반까지 핀족은 550만 헥타르의 물을 빼내고 280만 헥타르의 비료를 주고 360만 헥타르의 경작지를 가꾸었다. 엷어지면 적합한 목재를 생산할 수 있는 나무의 비중이 증가했고, 나무 품종도 개선돼 생산성이 최대 30% 향상됐다.
종합적인 은색 문화 프로그램을 통해 핀란드인들이 동시에 산림 생산량을 증가시키고 증가하는 가축의 양과 가치를 더하는 것이 가능했다. 1980년대 중반까지 핀란드의 숲은 매년 거의 7천만 입방미터의 새로운 목재를 생산했는데, 이는 벌채되는 것보다 훨씬 더 많은 양이었다. 전후 기간 동안 연간 감량은 약 120% 증가하여 약 5천만 입방미터가 되었다. 목재를 태우는 것은 전후의 5분의 1 수준으로 떨어졌고, 연간 4천만~4천5백만 입방미터의 목재를 소비하는 목재 가공 산업에 대한 목재 공급을 확보하게 되었다. 실제로 핀란드는 매년 500만~600만 입방미터의 목재를 수입해야 할 정도로 산업 수요가 많았다.
핀란드 당국은 임산물에서 자국의 비교 우위를 유지하기 위해 자국의 생태학적 한계로 목재 생산량을 늘리는 방향으로 움직였다. 1984년 정부는 농림부가 작성한 숲 2000 계획을 발표했다. 이 계획은 매년 약 3%의 산림 수확을 늘리고, 휴양 등의 용도로 임야를 보존하는 것을 목표로 했다. 민간 임야 평균규모 확대, 임야 이용면적 확대, 임야재배 및 가목확대 등도 요구했다. 만약 성공한다면, 이 계획은 20세기 말까지 목재 납품을 대략 1/3 정도 늘리는 것을 가능하게 할 것이다. 핀란드 관계자들은 핀란드가 목재 및 종이제품 세계 시장에서 점유율을 유지하려면 이러한 성장이 필요하다고 믿었다.

## 실업
2015년 실업률은 10.3%였다. 고용률은 (15~64세) 66.8%이다. 취업준비생들의 실업안정혜택은 OECD 평균 수준이다. 노동청은 실업자를 위한 노동시장 훈련 자금을 지원하고, 실업자를 위한 훈련은 최장 6개월까지 지속될 수 있는데, 이는 직업적인 경우가 많다. 이번 연수의 목적은 취업경로를 개선하는 것이다.

## 공공정책
핀란드 정치인들은 종종 다른 북유럽인들과 노르딕 모델을 모방해 왔다. 노르딕은 1세기 이상 자유 무역을 해왔고 숙련된 이주민들을 상대적으로 환영해 왔지만 핀란드의 이민은 비교적 새로운 현상이다. 이는 핀란드의 열악한 기후와 핀란드어가 세계 주요 언어 중 어느 언어와도 뿌리를 같이 하지 않기 때문에 대부분의 사람들이 배우는 것이 평균보다 더 어려워졌기 때문이다. 상품 거래의 보호 수준은 농산물을 제외하고 낮았다.

## 직업 및 소득구조
핀란드의 수출 의존형 경제는 세계 시장에 지속적으로 적응하고 있으며, 그렇게 함으로써 핀란드 사회도 변화시켰다. 1940년대 후반부터 시작하여 1973년 제1차 석유 파동까지 지속된 전 세계적인 호황은 핀란드가 만나 새로운 직업 구조를 포함한 고도로 정교하고 다각화된 경제로 부상한 도전이었다. 일부 부문은 상당히 일정하게 인력을 배분했다. 예를 들어, 교통과 건설은 1950년과 1985년에 각각 7~8%를 차지했고 제조업의 점유율은 22~24%로 증가하는 데 그쳤다. 그러나 1985년 상업 부문과 서비스 부문 모두 21%와 28%로 각각 두 배 이상의 점유율을 기록했다. 가장 큰 변화는 농업과 임업에 고용된 경제활동인구가 1950년 약 50%에서 1985년 10%로 감소한 것이다. 농장과 산림으로부터의 탈출은 다른 분야의 성장에 필요한 노동력을 제공했다.
제2차 세계 대전 이후 핀란드의 이동 패턴에 대한 연구는 이러한 탈출의 중요성을 확인시켜 주었다. 사회학자들은 다른 서유럽 국가들에 비해 핀란드에서 농사를 짓는 사람들이 훨씬 더 많이 존재한다는 것을 발견했다. 1980년대 초 핀란드 자료에 따르면 교육을 많이 받지 않아도 되는 직업에 종사하는 사람의 30~40%가 농부 자녀로 나타났으며, 상위 직업에 종사하는 비율은 약 25%로 프랑스의 2~3배이며 이웃 스웨덴보다 눈에 띄게 높았다. 핀란드는 또한 농촌직종에서 화이트칼라직으로 세대 전환이 수작업직종을 우회하여 직접적이기 쉽다는 점에서 다른 북유럽 국가들과 달랐다.
핀란드에서 사회적 이동성을 결정하는 가장 중요한 요소는 교육이었다. 부모보다 높은 수준의 교육을 받은 아이들은 종종 직업의 계층에서 올라갈 수 있었다. 최소 요구량을 초과하여 교육을 받는 한 세대 중 3배 또는 4배는 숙련된 직원을 위한 개발 경제의 필요성을 반영했다. 그러나 어떤 사람들은 고급 훈련이나 교육을 받는 것이 다른 사람들보다 쉬웠고, 여전히 화이트칼라 노동자의 자녀들은 농부나 블루칼라 노동자의 자녀들보다 스스로 화이트칼라 노동자가 될 가능성이 높았다. 게다가, 화이트칼라 전문직의 아이들은 그 수업에 남아있지 않을 가능성이 더 높았다.
경제변혁은 소득구조도 변화시켰다. 눈에 띄는 변화는 임금 격차 감소였다. 선진경제가 창출한 부의 증가는 전후 시대에 발전한 포괄소득협약제도를 통해 임금노동자에게 분배되었다. 경제 조직부문은 경제성장률보다 훨씬 더 큰 임금 인상을 받았다. 그 결과, 블루칼라 노동자의 소득이 제때에 와서 하급 화이트칼라 노동자의 급여와 더 밀접하게 일치했고, 다른 집단에 비해 중상위층의 소득은 감소했다.
생활수준의 오랜 증가 추세가 사회계층 간의 차이 감소와 맞물려 1990년대에 극적으로 역전되었다. 핀란드 역사상 처음으로 소득 차이가 급격히 커졌다. 이러한 변화는 대부분 자본에서 가장 부유한 계층으로의 소득 증가에 의해 주도되었다.